# アマドール・バルムブロシオ
アマドール・バルムブロシオ・モスケラ（Amador Ballumbrosio Mosquera、1933年11月26日 - 2009年6月8日）は、ペルー出身のミュージシャン、ダンサー。アフリカに起源をもつ、アフロペルー人を代表するミュージシャンである。
ペルー南西のイカ県のチャンチャの農家の家の生まれ。15人の兄弟はすべてミュージシャンである。ヴァイオリンやカホンの演奏者として早くから注目を浴びた。
晩年の2001年ころからは糖尿病に悩まされ、脳卒中を起こしていた。2009年6月8日、故郷のチャンチャにて死亡 。